# Дерута
Деру́та (итал. Deruta) — коммуна в Италии, располагается в области Умбрия, подчиняется административному центру Перуджа.
Население коммуны, на 01.01.2023 года, составляло 9470 человек, плотность населения ─ 212,52 чел./км². Занимает площадь 44,51 км². 
Почтовый индекс — 6053. Телефонный код — 075.
Святым покровителем населённого пункта почитается Екатерина Александрийская. Праздник ежегодно празднуется 25 ноября.